# 葉國輝
葉國輝（1966年—），中華民國陸軍中將，砲兵科出身。陸軍官校57期（1988年班；民國77年班））。2024年9月1日起任國防大學副校長兼戰爭學院院長，曾任陸軍教準部指揮官、六軍團指揮官、參謀本部作戰及計劃參謀次長、參謀本部作計室聯合作戰處長、八軍團參謀長、四三砲指揮部指揮官等職務。2013年1月1日晉任少將、2019年7月1日晉任中將。
在擔任國防部參謀本部作戰及計劃參謀次長期間，適逢兩岸關係漸趨緊張，而葉氏其後所出掌的六軍團，是陸軍規模最大軍團之一，其主官職位（六軍團中將指揮官）在陸軍內部也被視作重要職務，而曾歷任此職位者多半會更上一層樓，而葉氏獲派任至此，亦顯示出高層對其表現的肯定。

## 荣誉

### 中华民国勋章奖章
- 四等云麾勋章（2022年08月31日于台北博爱营区颁授[2]）

## 備註
1. ↑  同期畢業將領有陸軍副司令呂坤修、副參謀總長期李定中、後備部劉協慶、教準部副指景耀宗已退役、計畫處長沈威志已退役等